# Aconodes bulbosa
Aconodes bulbosa är en skalbaggsart som beskrevs av Stefan von Breuning 1956. Aconodes bulbosa ingår i släktet Aconodes och familjen långhorningar. Inga underarter finns listade i Catalogue of Life.